# Prowler (Automarke)

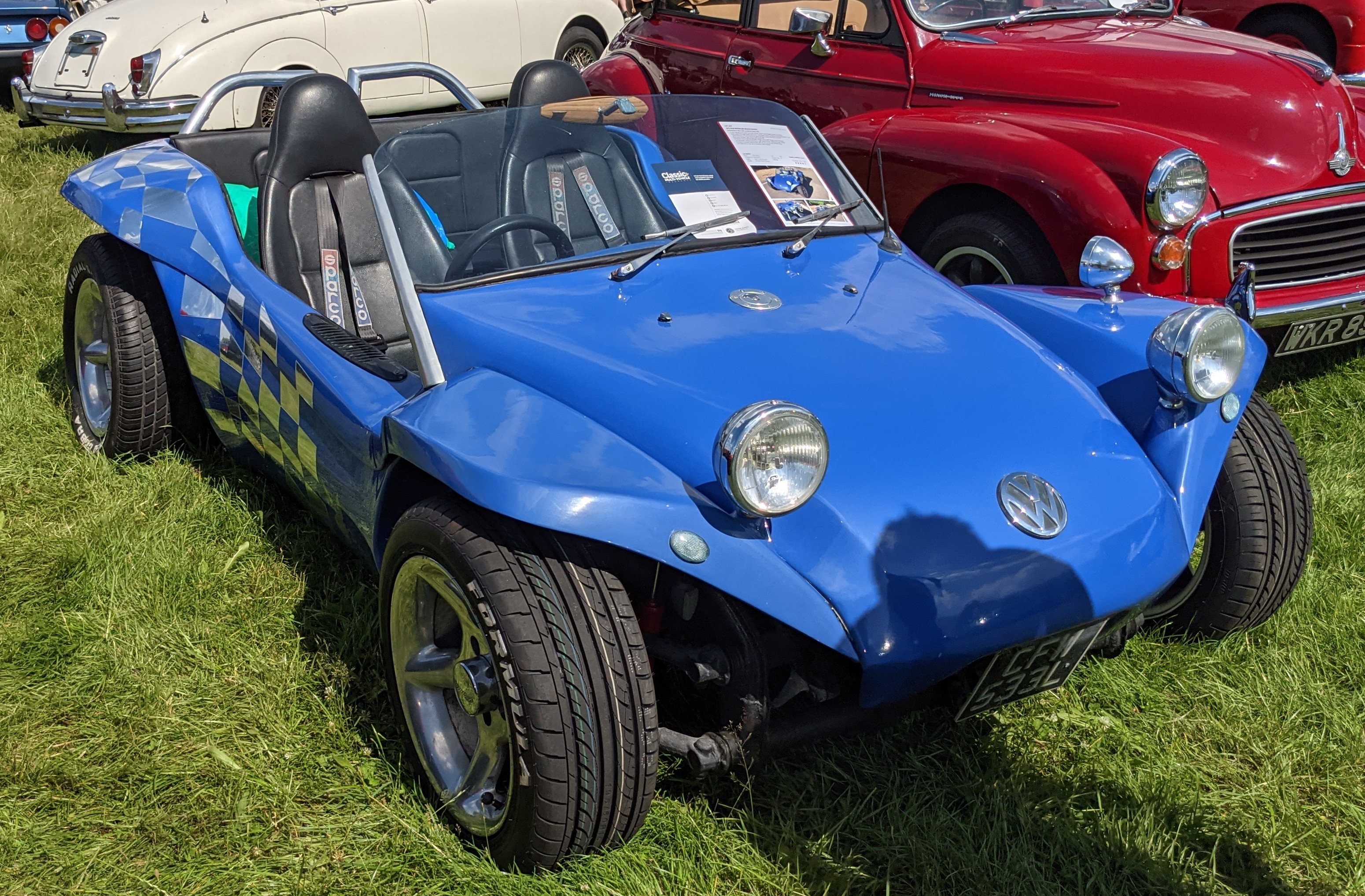
Prowler Buggy

Prowler ist eine britische Automarke.

## Markengeschichte
Mel Hubbard gründete 1999 das Unternehmen Manxbuggies in Dartford in der Grafschaft Kent. Er begann mit der Produktion von Automobilen und Kits. Die Markennamen lauteten u. a. Bounty, Manx und Prowler. Später zog er nach Wisbech in Cambridgeshire. Seit 2003 setzt East Coast Manx aus Uppingham in Rutland, später King’s Lynn in Norfolk, unter Leitung von Rob Kilham die Produktion fort. Insgesamt entstanden bisher etwa zehn Exemplare.
Eine andere Quelle gibt an, dass Manx UK von 2002 bis 2004 der erste Hersteller war und seit 2004 East Coast Manx.

## Fahrzeuge
Es werden verschiedene Varianten auf Basis des VW-Buggy angeboten. Die Basis bildet das Fahrgestell vom VW Käfer, das um 40 cm gekürzt wird.